# Палайська література
Палайська література — одна з найдавніших літератур Анатолії (нині Туреччина), що створювалася палайською мовою у області Пала і збереглася у нечисленних клинописних хетських записах та перекладах XVII-XV століття до нашої ери. Основний масив палайської літератури — це ритуальна поезія, пов’язана з культом бога Зіпарви, а також кілька міфологічних фрагментів.

## Пала і палайці
Палайці були народом, що населяв невелику частину північної Анатолії щонайменше із першої половини II тисячоліття до н.е. Їхня самоназва невідома. Слово «палайці» взято з хетської мови, де палайська мова називалася palaumnili («по-палайські»), а територія їхнього проживання звалася Palā.
У II тисячолітті до н.е. область Пала (або область, головне місто якої називалося Пала), де проживали носії палайської мови, входила до складу Хетського царства. У давньохетських законах XVII століття до н.е. Пала згадується як особливе територіальне утворення, що разом із Хатті та Лувією утворює Хетську державу. У новохетських текстах XIV-XIII століття до н.е. також згадується Пала, але у цей час її політично-економічна роль суттєво знизилася. Занепад Пали відбувся, імовірно, через напади племен касків, які зайняли чорноморське узбережжя Анатолії.
Пала локалізується на півночі (північному заході) Анатолії між річками Сангаріус (нині Сакарья) та Галіс (нині Кизилирмак). Топоніми античного періоду Пафлагонія (Παφλαγονία) та Blaëne (записується клинописом лише як pa-la-a), імовірно, продовжують більш давній топонім Пала.
Усі дуже нечисленні відомості про Палу, палайців, палайську мову, релігію та літературу походять із хетських джерел.

## Мова
Палайська мова належить до анатолійської гілки індоєвропейської родини мов. За ступенем архаїчності палайська мова ближча до хетської, ніж до лувійської, однак підстав говорити про особливу хетсько-палайську підгрупу немає.

## Корпус текстів
Усі відомі тексти палайською мовою походять із архівів хетської столиці Хаттуси. Можна стверджувати, що палайська мова функціонувала щонайменше як мова локального культу у давньохетський період (XVII століття до н.е), однак про подальшу долю мови відомостей немає.
Віднайдено кілька десятків глиняних таблиць із палайськими текстами, однак на частині збереглися лише окремі слова чи короткі фрази. Багато фрагментів або дублюють один одного, або належали раніше до однієї і тієї ж розбитої таблички.
Для запису палайських текстів використовувався хетський клинопис із незначними відмінностями. Палайські тексти читаються та інтерпретуються не дуже добре. Це пов’язано як з поганою збереженістю табличок, так і з відсутністю прямих білінгв.  Ключем для розуміння палайських текстів є близько споріднені лувійська та хетська мова.

## Особливості
За змістом більшість палайських текстів є ритуальними, вони походять із хетських описів ритуалів, куди включається пряма мова жерців палайською: гімн божеству, міфологічна оповідь або замовляння.
Палеографічно фрагменти датуються усіма трьома періодами хетського клинопису: давньохетським, середньохетським та новохетським. Можна вважати, що всі пізні фрагменти були лише копіями давньохетських оригіналів (що частково не збереглися), однак однозначним свідчень на користь такого припущення немає. Якщо всі пізніші фрагменти є копіями, то палайська мова могла вимерти ще у давньохетський період (XVII-XVI століття до н.е), а середньохетські  та новохетські тексти з’явилися у результаті регулярного поновлення і переписування царських архівів. Утім, навіть у такому випадку палайська мова могла і далі існувати на території Пали як просторіччя.
З іншого боку, можна вважати пізніші фрагменти свідченням про те, що палайська мова зберігалася як мова культу аж до новохетського часу, що й задокументовано у записах хетських писарів.

## Твори
В обрядовій палайській поезії, як і в давньохетській, відбиваються давні індоєвропейські традиції у поєднанні зі слідами дуже помітного впливу неіндоєвропейської культури хатті:
Божий бик! Божий бик!
Немає на тобі плям!
Немає на тобі бруду!
До бога ти обернений!
Річки більше не течуть,
А клинок готовий для жертви.
(CTH 752)

### Палайські тексти у Catalogue de Textes Hittites
- CTH 750 Палайський фестивальний ритуал для бога Зіпарви
- CTH 751 Палайський ритуал зі словами хлібної пожертви
- CTH 752 Палайський гімн і міф
- CTH 753 Фестивальний ритуал із цитатами палайською
- CTH 754 Палайські фрагменти

### Дослідження
- Melchert H. C. Palaic. // The Ancient Languages Of Asia Minor. / Ed. R. D. Woodard. — Cambridge; New York: Cambridge University Press, 2008. — PP. 40—45. — ISBN 978-0-511-39353-2, ISBN 978-0-521-68496-5.
- Касьян А. С., Шацков А. В. Палайский язык. // Языки мира: Реликтовые индоевропейские языки Передней и Центральной Азии. — М.: Academia, 2013. — С. 97—106. — (Языки мира). — ISBN 978-5-87444-370-2.
- Кузьменко Д. Палайська література // Δημήτρός γραφεύς. — 13 липня 2017.

### Тексти
- Carruba, O. Das Palaische. Texte, Grammatik, Lexikon. — Wiesbaden: Otto Harrassowitz Verlag, 1970. — X, 80 S. — (Studien zu den Boğazköy-Texten; hrsg. von der Kommission fur den Alten Orient der Akademie der Wissenschaften und der Literatur, Heft 10). — ISBN 3-447-01283-8, ISBN 978-3-447-01283-6, ISSN 0585-5853.
- Луна, упавшая с неба. Древняя литература Малой Азии / Пер. с древнемалоазиатских языков, вступ. статья и коммент. Вяч. Вс. Иванова. — М.: Художественная литература, 1977. — 320 с.